# Bartha Károly (labdarúgó)
Bartha Károly (Nagyvárad, 1923. szeptember 19. – 1976. december 7.) román válogatott labdarúgó, csatár.

## Pályafutása

### Klubcsapatban
1947 és 1956 között 147 alkalommal szerepelt az élvonalban a Dinamo București csapatában 53 gólt szerzett. A Dinamoval egy bajnoki címet, három bajnoki ezüst- és egy bronzérmet szerzett. Rövid ideig játszott a Nagyváradi Haladás és a Voința Oradea együtteseiben is.

### A román válogatottban
1948 és 1949 között hét alkalommal szerepelt a román válogatottban és egy gólt szerzett.

## Sikerei, díjai
- Román bajnokság
  - bajnok: 1955
  - 2.: 1951, 1952, 1953
  - 3.: 1954